# DVD+R DL

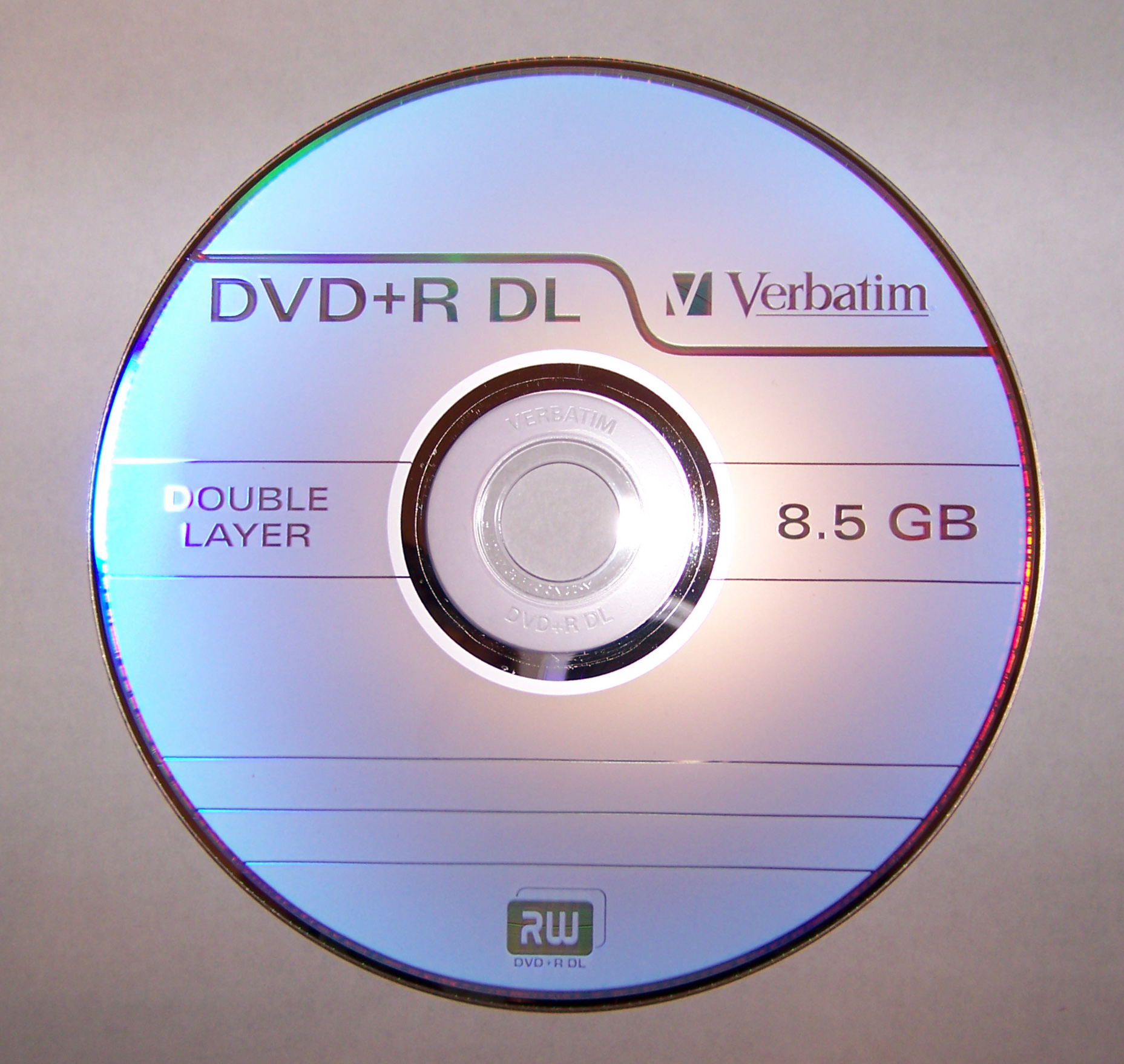
DVD+R DL

DVD+R DL (DL обозначает Double Layer — двойной слой) или DVD+R9— двухслойный DVD+ носитель однократной записи, вмещает в себя до 8,5 ГБ информации на одной стороне (но его фактический размер составляет 7.95 ГБ). Поддерживается большинством современных приводов, игровых консолей и операционных систем.
Формат появился раньше, чем DVD-R DL, и сперва назывался просто DVD9.